# NIE
El Número d'Identificació d'Estrangers (conegut per les seves sigles NIE) és, a Espanya, un codi alfanumèric que serveix per a la identificació dels estrangers.
D'acord amb l'article 101 del Reglament d'Estrangeria espanyol, aprovat per Reial decret 2393/2004, de 30 de desembre, els estrangers que, pels seus interessos econòmics, professionals o socials, es relacionin amb Espanya, seran dotats, a l'efecte d'identificació, d'un número personal, únic i exclusiu, de caràcter seqüencial. El número personal serà l'identificador de l'estranger, que haurà de figurar en tots els documents que se li expedeixin o tramitin, així com les diligències que s'estampin en la seva targeta d'identitat o passaport.

## Estructura del NIE
El NIE es compon d'una lletra inicial, set dígits i un caràcter de verificació alfabètic. La lletra inicial és una X pels NIEs assignats fins al 15 de juliol de 2008 i una Y per als NIEs assignats des del 16 de juliol de 2008 (Ordre INT/2058/2008, BOE del 15 de juliol).
Inicialment, els NIE, segons l'Ordre de 7 de febrer de 1997, constaven d'una X + 8 números + un caràcter de control. L'Ordre INT/2058/2008 va reduir de 8 a 7 els números + un caràcter de control, perquè tinguessin la mateixa longitud que els NIF i CIF, i va afegir les claus Y i Z abans que s'assignessin 9999999 NIE X i es desbordés la capacitat dels 7 dígits, però aquesta Ordre manté la validesa dels NIE X de 8 dígits + caràcter de control anteriors ja assignats.

## Sol·licitud
S'admetran les següents sol·licituds d'assignació de NIE: 
- Les presentades a Espanya personalment per l'interessat, en aquest cas haurà d'acreditar que es troba legalment en territori espanyol i justificar documentalment el motiu de l'assignació d'aquest número.
- Les quals es presentin a Espanya pel representant de l'estranger, acreditant aquesta representació mitjançant poder general o poder especial, així com justificar documentalment el motiu de l'assignació del número.

- Les que es presentin en les representacions diplomàtiques o oficines consulars espanyoles situades al país de residència del sol·licitant, en unió dels documents que justifiquin el motiu de l'assignació del número.